# فيليب الأول، دوق بورغندي
فيليب من روفيرس (1346 - 21 نوفمبر 1361)، كان كونت بورغندي (كـ فيليب الثاني) وكونت أرتوا (كـ فيليب الثالث) منذ عام 1347، ودوق بورغندي (كـ فيليب الأول) منذ عام 1349، وأوفرن وبولوني (كـ فيليب الثالث) منذ عام 1360، هو أبن الوحيد لـ فيليب وريث دوقية بورغندي وجوان الأولى، كونتيسة أوفرن.

## سيرته
خلف فيليب جدته من والده جوان الثالثة بعد سنة عمره في كونتية بورغندي وأرتوا، وعندما كان في الثلاثة من العمر خلف جده أودو الرابع في دوقية بورغندي، وفي عام 1355 تزوج من مارغريت أبنة لويس الثاني، كونت فلاندرز.
وأيضا منذ عام 1360 أصبح كونت أوفرن وبولوني بعد وفاة والدته، والدته بعد وفاة والده أصبحت ملكة فرنسا القرينة بزواجها جان الثاني.
في عام 1361 بـ سن ال15، توفي أثر حادث ركوب الخيل، ضم جان الثاني دوقيته إلى التاج، بعد أن نازعه أقرب وريث شارل الثاني ملك نافارا (هو من سليل مارغريت من بورغندي)، وبعد ذلك في 1363 اعطى الدوقية لأبنه الأصغر فيليب الجريء.